# Maggie Estep
Maggie Estep, właśc. Margaret Ann Estep (ur. 20 marca 1963 w Summit, zm. 12 lutego 2014 w Albany) – amerykańska pisarka, poetka i piosenkarka.

## Życiorys
Opublikowała dwie książki Diary of an Emotional Idiot i Soft Maniacs. Jej trzecia powieść Hex została opublikowała przez Shaye Areheart Books w marcu 2003 roku. Jej książki zostały wydane na język włoski, niemiecki i izraelski. Otrzymała tytuł licencjata z literatury na New York University. Wydała dwie płyty No More Mister Nice Girl i Love is a Dog From Hell. Zmarła po przebytym ataku serca w wieku 50 lat.